# Rūdolfs Bangerskis

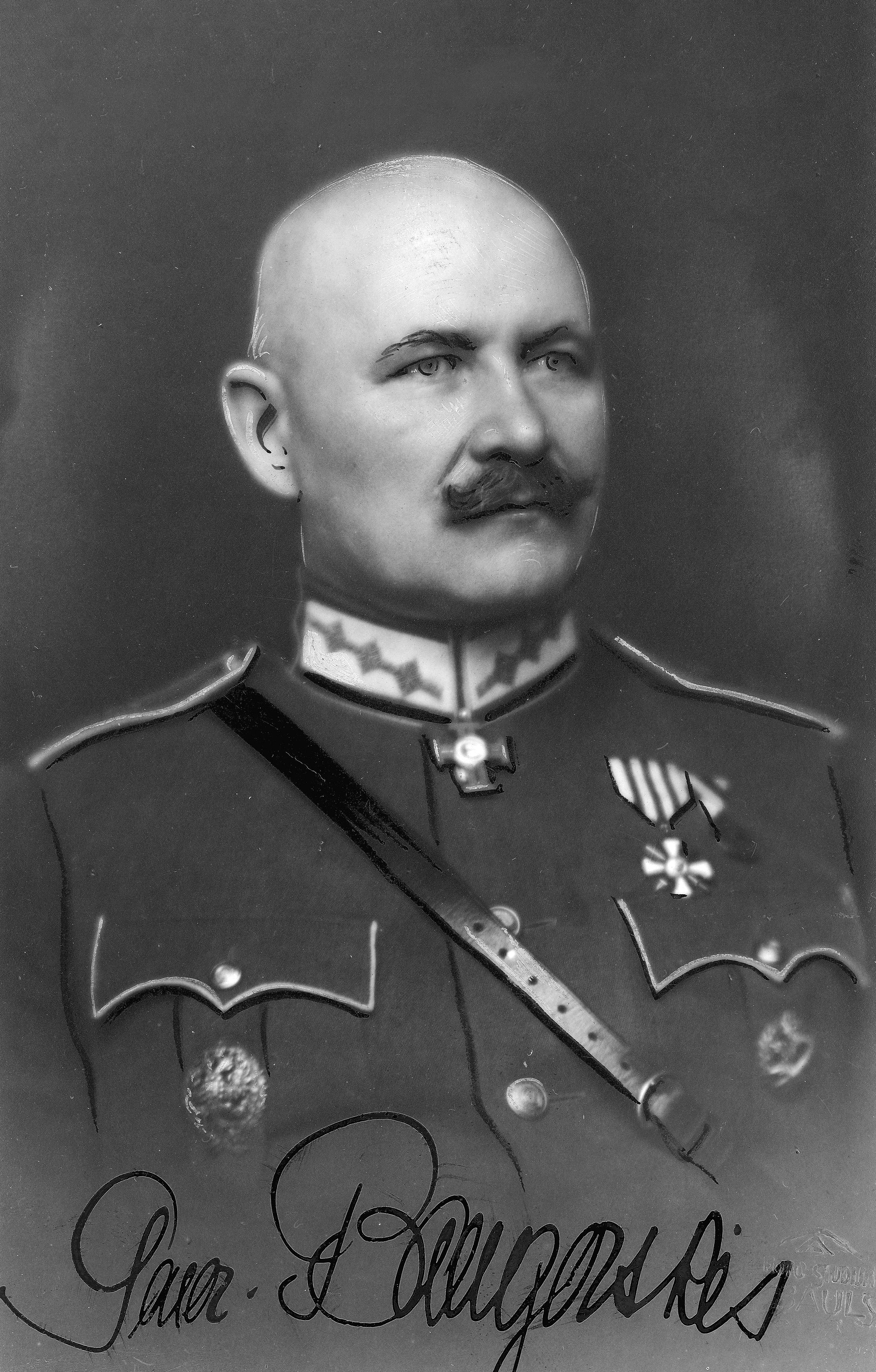

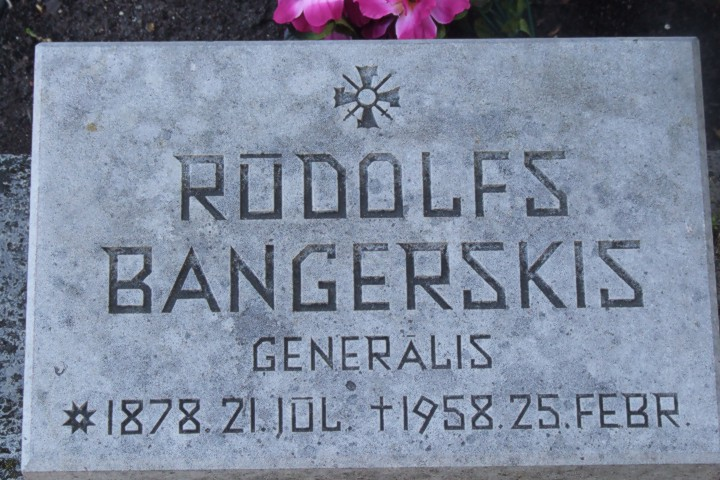
Grabstein für R. Bangerskis auf dem Brüderfriedhof (Riga)

Rūdolfs Bangerskis (dt: Rudolf Bangerskis, russ.: Рудольф Карлович Бангерский; * 21. Juli 1878 in Taurupe, Lettland; † 25. Februar 1958 in Oldenburg) war ein russischer Oberst, lettischer General und Kriegsminister sowie als SS-Gruppenführer und Generalleutnant der Waffen-SS Generalinspektor der Lettischen Legion.

## Leben
Nach der Absolvierung mehrerer militärischer Schulen, unter anderem in Sankt Petersburg, stand Bangerskis von 1901 bis 1945 in militärischen Diensten. Bangerskis diente in der Kaiserlich Russischen Armee, nahm am Russisch-Japanischen Krieg (1904–1905) teil, war während des Ersten Weltkriegs Kommandeur des 1. Dünamünder Lettischen Bataillons der Lettischen Schützen. Im Dienste der Weißen Armee nahm Bangerskis ab August 1918 bis November 1921 an verschiedenen Feldzügen, unter anderem im Fernen Osten teil.
Nachdem Bangerskis am 10. November 1921 wieder nach Lettland zurückgekehrt war, wurde er 1924 in die Lettische Armee als Kommandeur der 1. Kurländischen Division berufen. Als Mitglied der lettischen Regierung hatte er von Dezember 1924 bis Dezember 1925 und wiederholt von Dezember 1926 bis Dezember 1928 die Funktion des Kriegsministers inne. Anschließend übte er wieder leitende Funktionen in den Reihen der lettischen Armee aus. Am 16. März 1937 schied er auf Grund seines Alters aus der Armee aus, um danach in der Wirtschaft tätig zu werden.
Die Zeit der sowjetischen Besetzung Lettlands von 1940 bis 1941 überstand Bangerskis ohne Repressionen. Unter deutscher Besetzung trat Bangerskis zum 1. April 1943 der SS als SS-Gruppenführer und Generalleutnant der Waffen-SS bei und wurde am 10. April 1943 als Generalinspektor der Lettischen Legion eingesetzt. Diese Funktion oblag ihm bis zum 20. Mai 1945. Unter seiner Verantwortung soll es zum Mord an etwa 50.000 lettischen Juden gekommen sein. Anfang 1945 engagierte sich Bangerskis in der lettischen Nationalbewegung. Am 20. Februar 1945 wurde er in Potsdam zum Präsidenten des „Lettischen Nationalkomitees“ gewählt.
Am 20. Juni 1945 wurde er durch die britischen Streitkräfte zur Untersuchung seiner SS-Vergangenheit auf dem Gelände des ehemaligen Konzentrationslagers Fallingbostel interniert. Am 17. Dezember 1946 wurde Bangerskis aus der Internierung freigelassen.
Bangerskis wurde anschließend als Displaced Person im DP-Lager Ohmstede, dem sogenannten „Letten-Lager“ aufgenommen. Das Lager Ohmstede wurde erst 1958 aufgelöst und als Wohnsiedlung unter der Bezeichnung „Rennplatz-Siedlung“ am Rande von Oldenburg umgebaut und vorwiegend an die Lagerinsassen vermietet. Dort starb er an den Folgen eines Autounfalls in der Nacht vom 24. zum 25. Februar 1958 beim Verlassen eines Autobusses.
Am 16. März 1995 wurde seine Leiche auf den Brüderfriedhof (Riga) umgebettet. Eine hierzu im Internet zu findende anderslautende Behauptung, dass Bangerskis zum Freiheitsdenkmal (Riga) umgebettet worden sei, entspricht nicht den Tatsachen.